# The Numbers
O The Numbers é um site de dados da indústria cinematográfica que acompanha as receitas de bilheteira de uma forma sistemática e algorítmica.
O site foi lançado em 1997 pelo empresário Bruce Nash.

## Leitura complementar
- «Nash Information Services, LLC Launches OpusData Movie Data Subscription Service». Business Wire
- «New Study Suggests Hollywood's A-List Is Vastly Overpaid». Variety